# 디옥시티미딘
디옥시티미딘(영어: deoxythymidine, dT)은 디옥시리보뉴클레오사이드의 한 종류이다. 디옥시티미딘은 이중가닥 DNA에서 디옥시아데노신과 염기쌍을 이루는 DNA의 뉴클레오사이드이다. 세포생물학에서 디옥시티미딘은 세포 분열시 G1기 및 S기 초기에서 세포들을 동기화시키는데 사용된다.
항레트로바이러스제인 아지도티미딘(AZT)의 생산에서 디옥시티미딘에 대한 필요성 때문에 디옥시티미딘의 사용이 급증하기 전에, 전세계 디옥시티미딘 생산의 상당 부분은 청어의 정자로부터 생산되었다. 디옥시티미딘은 거의 전적으로 DNA에서 발견되지만, tRNA의 T-팔에서도 발견된다.

## 구조 및 특성
그 구성에서 디옥시티미딘은 피리미딘 염기인 티민과 5탄당인 디옥시리보스가 결합한 뉴클레오사이드이다.
디옥시티미딘은 인산화되어 디옥시티미딘 일인산(dTMP), 디옥시티미딘 이인산(dTDP), 디옥시티미딘 삼인산(dTTP)을 형성할 수 있다.
디옥시티미딘은 흰색 결정체 또는 흰색 결정성 분말로 존재한다. 디옥시티미딘의 분자량은 242.23 g/mol 이고, 녹는점은 185 °C이다. 표준 온도 및 압력 하에서 디옥시티미딘의 안정성은 매우 높다.
디옥시티미딘은 독성이 없으며, DNA의 4가지 뉴클레오사이드 중 하나로 모든 생명체와 DNA 바이러스에 존재하는 자연적으로 생성되는 화합물이다. RNA는 디옥시티미딘 대신에 유리딘(유라실이 리보스와 결합)을 포함하고 있다. 유라실은 화학적으로 티민과 매우 유사하며, 티민은 5-메틸유라실이라고도 한다. 티민 뉴클레오타이드는 DNA 합성의 전구물질이기 때문에 접두사 "디옥시-"가 종종 생략되기도 한다. 즉, 디옥시티미딘은 종종 그냥 티미딘으로도 불린다.
디옥시티미딘은 화학적 기형 유발 물질로 등록되어 있다.

## 변형된 유사체
아이독슈리딘은 방사선 증감제로 이온화 방사선으로 인한 DNA 손상의 양을 증가시킨다.
아지도티미딘(AZT)은 HIV 감염의 치료에 사용된다. 아지도티미딘은 레트로바이러스의 생활 주기에서 중요한 단계인 역전사 과정을 억제한다.
삼중수소 티미딘(3H-TdR)과 같은 방사성 동위원소로 표지된 티미딘(TdR)은 일반적으로 세포 증식 분석에 사용된다. 티미딘은 분열 중인 세포로 유입되며, 신틸레이션 계수기를 사용하여 측정된 티미딘의 유입량은 세포 증식의 양에 비례한다. 예를 들어, 림프구의 증식은 림프구 증식 질환에서 이러한 방식으로 측정될 수 있다.
브로모디옥시유리딘(BrdU)은 또 다른 티미딘 유사체로 살아있는 조직에서 증식하는 세포의 검출에 자주 사용된다.
5-에티닐-2´-디옥시유리딘(EdU)은 티미딘의 유사체로 분열하는 세포의 DNA에 통합되어 세포 배양이나 살아있는 조직에서 DNA의 합성을 분석하는데 사용된다. 5-에티닐-2´-디옥시유리딘은 클릭 화학으로 형광 아자이드화물을 공유결합시킴으로써 시각화시킬 수 있는데, 이는 BrdU 항체에 대한 항원결정기를 노출시키는데 사용되는 조건보다 덜 가혹하다.
에독수딘은 항바이러스제이다.

## 같이 보기
- 디옥시티미딘 일인산